# Малиновський Андрій Костянтинович
Андрій Костянтинович Малиновський (24 травня 1957, Львів — 15 червня 2021, там само) — український ботанік, еколог. Доктор сільськогосподарських наук (2005). Член Українського ботанічного товариства (УБТ), Наукового товариства імені Шевченка; член-кореспондент Лісівничої академії наук України та Української екологічної академії наук; член редколегії Наукових записок ДПМ НАН України та редколегії Наукових праць Лісівничої академії наук України.

## Життєпис
Народився у Львові в родині науковця Малиновського Костянтина Андрійовича, закінчив у 1974 році львівську спеціалізовану загальноосвітню школу № 8, а 1979 року — Львівський лісотехнічний інститут (лісове господарство), відтоді працював у Державному природознавчому музеї НАН України (від 2008 — старший науковий співробітник, від 2012 — головний науковий співробітник, заступник директора з наукової роботи).
Сфера наукових інтересів — охорона довкілля, дослідження структури популяцій рідкісних та зникаючих видів рослин, теоретичні і практичні аспекти збереження біосистем.
Тема докторської дисертації «Лісові флороценотичні комплекси Українських Карпат».

## Вибрана бібліографія
- Монтанный элемент флоры Украинских Карпат. — К.: Наукова думка, 1991. — 240 с.
- До походження лісів Українських Карпат [Архівовано 11 березня 2022 у Wayback Machine.] / А. Малиновський // Праці Наукового товариства імені Тараса Шевченка. — Л., 2003. — Т. XII: Екологічний збірник. Екологічні проблеми Карпатського регіону. — С. 29—44.
- Проект транскордонної системи охорони природного середовища «Верхній Буг» // Наукові записки Державного природознавчого музею. — Львів, 2006. — Вип. 22 (співавт.).
- Нестабільність і проблема прогнозування розвитку біосистем // Наукові праці Лісівничої академії наук України. — Львів, 2008. — Вип. 5.
- Адаптаційно-компенсаторні механізми підтримки життєздатності популяцій // Наукові записки Державного природознавчого музею. — Львів, 2012. — Вип. 28 (співавт.).